# ガリナ・プロズメンシコワ
ガリナ・プロズメンシコワ（Галина Николаевна Прозуменщикова, Galina Nikolayevna Prozumenshchikov 1948年11月26日 - 2015年7月19日）は、ソビエト連邦セヴァストポリ出身の女子競泳選手。1964年東京オリンピックの200m平泳ぎで金メダルを獲得した。

## 経歴

### 1964年東京オリンピック
初出場のオリンピックで200m平泳ぎで優勝を果たした。ソビエト連邦競泳選手初となるオリンピック金メダリストとなった。
| 種目       | 予選         | 決勝         |
| ---------- | ------------ | ------------ |
| 200m平泳ぎ | 2:49.0 (2位) | 2:46.4 (1位) |

### 1968年メキシコシティーオリンピック
100m平泳ぎでは0.1秒差で2位となり、銀メダルを獲得。200m平泳ぎでは銅メダルを獲得した。
| 種目       | 予選         | 準決勝       | 決勝         |
| ---------- | ------------ | ------------ | ------------ |
| 100m平泳ぎ | 1:18.6 (2位) | 1:17.5 (3位) | 1:15.9 (2位) |
| 200m平泳ぎ | 2:47.8 (1位) |              | 2:47.0 (3位) |

### 1972年ミュンヘンオリンピック
自身3度目のオリンピックとなったミュンヘンでは前回大会と同じく、100m平泳ぎでは銀メダル・200m平泳ぎでは銅メダルを獲得した。
| 種目                 | 予選          | 準決勝        | 決勝          |
| -------------------- | ------------- | ------------- | ------------- |
| 100m平泳ぎ           | 1:17.18 (1位) | 1:15.89 (1位) | 1:14.99 (2位) |
| 200m平泳ぎ           | 2:44.20 (1位) |               | 2:42.36 (3位) |
| 4×100mメドレーリレー | 4:30.35 (1位) |               | 4:27.81 (4位) |
| リレーラップタイム   | 1:16.01       |               | 1:14.46       |

2015年、67歳で死去。